# Vincenzo Millico
Vincenzo Millico (Torino, 12 agosto 2000) è un calciatore italiano, attaccante del Casarano.

## Biografia
Grazie al gol messo a segno il 1 agosto 2019 in Torino-Debrecen, partita valida per il secondo turno preliminare di Europa League, è il più giovane marcatore della storia del Torino in tutte le competizioni, con i suoi 18 anni e 354 giorni.

## Caratteristiche tecniche
È un'ala offensiva che predilige partire a sinistra per accentrarsi e cercare la conclusione col destro.
Nella primavera del Torino era considerato un predestinato, soprattutto a cavallo tra il 2018 e il 2019 dove vinse il titolo di capocannoniere nel campionato primavera e segnò al debutto in Europa League nei preliminari contro gli ungheresi del Debrecen, tuttavia nel corso degli anni ha disatteso le altissime aspettative.

## Carriera

### Club

#### Inizi: giovanili e Torino
Nato a Torino ma originario del barese, inizia a dare i primi calci al pallone nell'Atletico Mirafiori per poi passare alla Juventus nel 2008. Con il club bianconero resta per 3 anni, dopodiché nell'estate 2014 passa a titolo gratuito ai rivali del Torino facendo il percorso inverso con Moise Kean. Con il club granata percorre tutta la trafila delle formazioni giovanili. Con la primavera del club granata vince la Coppa Italia Primavera 2017-2018 e la Supercoppa Primavera 2018.
Il 30 dicembre 2017 all'età di 17 anni, riceve la prima convocazione in Serie A in occasione della sfida interna contro il Genoa, venendo nuovamente convocato nella stessa stagione il 3 gennaio 2018 nel derby della mole valevole per i quarti di finale di Coppa Italia, la rottura del crociato ne impedisce l'ottimo andamento registrato fino a quel periodo per la seconda parte di stagione. ma è nella stagione seguente che trova maggiore spazio in prima squadra, riuscendo anche a fare il suo esordio fra i professionisti, subentrando all'età di 18 anni nei minuti di recupero a Daniele Baselli nell'incontro vinto 2-0 contro l'Atalanta del 23 febbraio 2019. Coronamento di una stagione in cui riesce a vincere sia la Coppa Italia Primavera che la Supercoppa Primavera mettendo a segno 29 reti in 28 presenze nelle competizioni giovanili, vincendo anche la classifica marcatori, nonostante un nuovo infortunio. 
Nella stagione 2019-2020 viene inserito a tutti gli effetti in prima squadra, e il 1º agosto 2019 debutta nelle competizioni europee giocando al Nagyerdei Stadion l'incontro del secondo turno preliminare di Europa League contro gli ungheresi del Debrecen, trovando al 92' la rete del definitivo 4-1, riuscendo così a diventare il più giovane marcatore della storia del Toro, strappando il precedente record che resisteva dal 2007 e apparteneva a Dominique Malonga Il 9 gennaio 2020 fa il suo esordio anche in Coppa Italia, subentrando a Simone Zaza nel primo tempo supplementare e aiutando la squadra a passare il turno realizzando il suo rigore nella sessione dei calci di rigore. Chiude la sua prima stagione in prima squadra con un bilancio di 16 presenze ed un gol. Rimane sotto la mole anche la stagione seguente, venendo confermato al neo tecnico Marco Giampaolo. 

#### Frosinone e Cosenza
Dopo aver trovato poco spazio coi granata tutto a causa di un nuovo infortunio, il calciatore si trasferisce nel mercato di gennaio 2021 nella squadra ciociara del Frosinone in Serie B, in prestito secco dal Torino fino alla fine della stagione. Per il giovane attaccante è il primo trasferimento in prestito, lontano dalla sua città natale. Con la squadra ciociara riesce a collezionare solo 4 presenze tutte da subentrato, non riuscendo ad incidere sulla stagione dei gialloblu e rientrando a fine stagione a Torino. 
Dopo aver svolto tutta la preparazione estiva e giocato varie amichevoli estive con i granata, per consentirgli un maggiore minutaggio ed esperienza, il 31 agosto passa in prestito al Cosenza. Due settimane più tardi esordisce nella trasferta di Perugia pareggiata 1-1, e il 21 settembre 2021 segna la sua prima rete con i calabresi, in occasione del successo interno sul Como per 2-0, ripetendosi un mese dopo nel successo casalingo contro la Ternana e nel pareggio contro il Lecce del 15 marzo 2022. Durante la stagione è spesso titolare, fornendo assist e buone prestazioni, prima di doversi fermare per il finale di stagione a causa dell'ennesimo infortunio patito, chiudendo con 20 presenze e tre reti la sua prima stagione completa in prestito, rientrando a Torino per fine prestito.

#### Cagliari
Dopo aver preso parte nuovamente al ritiro estivo della squadra torinese, il 12 agosto 2022 viene ceduto a titolo definitivo al Cagliari. Poco utilizzato anche per via della folta concorrenza del reparto offensivo, gioca scampoli di partita entrando spesso dalla panchina, giocando titolare tutti i 90' minuti solo il 20 ottobre, in occasione del 2º Turno di Coppa Italia nella trasferta contro il Bologna persa 1-0. Nonostante abbia trovato poco spazio, con sole 15 presenze e nessun gol. In virtù dei vari assist forniti aiuta la squadra sarda ad ottenere prontamente la promozione in massima serie.

#### Ascoli e Foggia
Non rientrando più nei piani tecnici della squadra rossoblu, il 12 luglio 2023, Millico viene acquistato dall'Ascoli, in Serie B, con cui firma un contratto annuale con opzione di rinnovo per le successive due stagioni. In bianconero resta sei mesi, partito titolare, scivola via via in panchina trovando sempre meno spazio e non convincendo gli addetti ai lavori, collezionando 10 presenze in campionato e una in Coppa Italia.
L'11 gennaio 2024, passa a titolo definitivo al Foggia, scendendo in Serie C e scegliendo la maglia numero 10. Esordisce in rossonero nella partita Foggia-Giugliano, 21ª giornata del campionato, in cui fa un assist a Embalo. Segna il suo primo goal con il Foggia nella partita seguente contro l'Avellino il 20 gennaio. Divenuto subito titolare, è autore di ottime prestazioni, fornendo ben 8 assist, prima di essere costretto a saltare le ultime giornate a causa di un altro infortunio. Chiude la stagione con 15 presenze e due reti. Tornato a pieni ritmi nella stagione successiva ha l'occasione di indossare più volte la fascia da capitano. 

#### Ternana e Casarano
Il 25 gennaio 2025 passa a titolo definitivo alla Ternana, firmando un contratto valido fino al 2027.
L'8 luglio 2025 viene ceduto a titolo definitivo al Casarano.

### Nazionale
Nell'agosto 2015 la chiamata del ct Daniele Zoratto lo fa esordire in Nazionale italiana, venendo impiegato con l'Under-16 per alcuni match amichevoli, scendendo in campo in 9 occasioni. Un anno dopo avviene la chiamata dell'Under-17 guidata da Emiliano Bigica, dove segna al debutto contro i pari età della Bosnia. Nel 2018 è il titolare della Nazionale Under-19, giocando sia match amichevoli che match valevoli per la qualificazione all'europeo di categoria, mettendo insieme 7 presenze. 

## Statistiche

### Presenze e reti nei club
Statistiche aggiornate al 7 giugno 2025.
| Stagione        | Squadra         | Campionato      | Campionato | Campionato | Coppe nazionali | Coppe nazionali | Coppe nazionali | Coppe continentali | Coppe continentali | Coppe continentali | Altre coppe | Altre coppe | Altre coppe | Totale | Totale | Totale |
| Stagione        | Squadra         | Comp            | Pres       | Reti       | Comp            | Pres            | Reti            | Comp               | Pres               | Reti               | Comp        | Pres        | Reti        | Pres   | Reti   |        |
| --------------- | --------------- | --------------- | ---------- | ---------- | --------------- | --------------- | --------------- | ------------------ | ------------------ | ------------------ | ----------- | ----------- | ----------- | ------ | ------ | ------ |
| 2017-2018       | Torino          | A               | 0          | 0          | CI              | 0               | 0               | -                  | -                  | -                  | -           | -           | -           | 0      | 0      |        |
| 2018-2019       | Torino          | A               | 1          | 0          | CI              | -               | -               | -                  | -                  | -                  | -           | -           | -           | 1      | 0      |        |
| 2019-2020       | Torino          | A               | 11         | 0          | CI              | 2               | 0               | UEL                | 3                  | 1                  | -           | -           | -           | 16     | 1      |        |
| 2020-gen. 2021  | Torino          | A               | 3          | 0          | CI              | 1               | 0               | -                  | -                  | -                  | -           | -           | -           | 4      | 0      |        |
| Totale Torino   | Totale Torino   | Totale Torino   | 15         | 0          |                 | 3               | 0               |                    | 3                  | 1                  |             | -           | -           | 21     | 1      |        |
| gen.-giu. 2021  | Frosinone       | B               | 4          | 0          | CI              | -               | -               | -                  | -                  | -                  | -           | -           | -           | 4      | 0      |        |
| set. 2021-2022  | Cosenza         | B               | 20         | 3          | CI              | -               | -               | -                  | -                  | -                  | -           | -           | -           | 20     | 3      |        |
| 2022-2023       | Cagliari        | B               | 15         | 0          | CI              | 1               | 0               | -                  | -                  | -                  | -           | -           | -           | 16     | 0      |        |
| 2023-gen. 2024  | Ascoli          | B               | 10         | 0          | CI              | 1               | 0               | -                  | -                  | -                  | -           | -           | -           | 11     | 0      |        |
| gen.-giu. 2024  | Foggia          | C               | 15         | 2          | CI+CI-C         | -               | -               | -                  | -                  | -                  | -           | -           | -           | 15     | 2      |        |
| 2024-gen. 2025  | Foggia          | C               | 18         | 0          | CI-C            | 1               | 0               | -                  | -                  | -                  | -           | -           | -           | 19     | 0      |        |
| Totale Foggia   | Totale Foggia   | Totale Foggia   | 33         | 2          |                 | 1               | 0               |                    | -                  | -                  |             | -           | -           | 34     | 2      |        |
| gen.-giu. 2025  | Ternana         | C               | 8+2        | 0          | CI-C            | -               | -               | -                  | -                  | -                  | -           | -           | -           | 10     | 0      |        |
| Totale carriera | Totale carriera | Totale carriera | 105+2      | 5          |                 | 6               | 0               |                    | 3                  | 1                  |             | -           | -           | 116    | 6      |        |

### Record
- Calciatore più giovane (18 anni e 354 giorni) della storia del Torino a segnare un gol in una competizione ufficiale.

## Palmarès

### Club

#### Competizioni giovanili
- Coppa Italia Primavera: 1

Torino: 2017-2018
- Supercoppa Primavera: 1

Torino: 2018

### Individuale
- Capocannoniere del Campionato Primavera 1: 1

2018-2019 (28 gol)